# Полтавский уезд
Полтавский уезд — административно-территориальная единица Российской империи, Украинской державы, УНР и Украинской ССР в 1776—1923 годах. Административный центр — город Полтава.

## История
Основана в 1775 году из части территории Полтавского полка в составе Новороссийской губернии. В уезд вошли три сотни Полтавского полка — Полтавская, Будысская и Решетиловская.
Указом от З0 марта 1783 уезд передан Екатеринославскому наместничеству, с 30 ноября 1796 — в составе Малороссийской губернии, с 27 февраля 1802 — в составе новообразованной Полтавской губернии.
В начале 1923 г. площадь Полтавского уезда составляла — 307 292 десятин, 296 279 жителей.
Расформирован уезд постановлением ВУЦИК от 7 марта 1923 года.

## География
Основные реки: Ворскла, Коломак, Говтва. Леса занимали менее 8 % площади. На время реформы 1861 г. в уезде было 40 цензовых дворян: Кочубеи, Поповы, Мосолы, Старицкие, Бабанины, Зеньковские (Заньковские). 34 % крестьян на 1861 год были крепостными. Они получили в надел, в среднем, по 1,2 десятины земли на ревизскую душу, государственные крестьяне — по 2,3 десятины. Посевная площадь на 1901 г. — 109 572 десятин. Было развито садоводство и огородничество. Скотоводства из-за отсутствия свободных земель промышленного значения не имело. Фабрично-заводская промышленность производила продукции на сумму свыше 2600 тыс. руб. за год при количестве рабочих 1500 чел. Из промышленных предприятий выделялся епархиальный свечной завод на хуторе Дейкаловка (теперь село Полтавского района). В имении Кочубеев в Диканьке развиты были винокурение, пивоварение, мукомольная промышленность. В значительный центр кустарных промыслов вырос волостной городок Решетиловка (сапожное, выработка овчин и пошив кожухов, изготовление ковров, разведения решетиловской породы овец и сбыт смушек).
По территории уезда пролегали линии Харьковско-Николаевской и Киево-Полтавской железных дорог и ветвь Полтава-Константиноград.

## Население
По переписи 1897 г. население в уезде составляло 227 570 чел. По переписи 1900 г. сельских населенных пунктов было 645, сельских общин −226, крестьянских дворов — 27 253, сельского населения — 176 339 человек.

## Административное деление
В 1913 году в состав уезда входило 20 волостей:
| - Байракская — с. Байрак, - Балясновская — с. Балясное, - Братешковская — хут. Братешки, - Васильевская — с. Васильевка, - Васильцевская — х. Гусари и Слинки, - Демидовская — с. Демидовка, - Диканьская — с. Диканька, - Елисаветинская — с. Елисаветино (Абазовка), - Мачехская — м. Мачехи, - Никольская — д. Никольские хутора, | - Первознановская — с. Первозвановка, - Песчанская — с. Песчаное, - Площанская — с. Плоское, - Полтавская — г. Полтава, - Руновщинская — с. Руновщина, - Решетиловская — с. Решетиловка, - Старосанжарская — м. Старые Сенжары, - Супруновская — с. Супруновка, - Тахтауловская — с. Тахтаулово-Осмачка, - Чутовская — с. Чутово. |